# Reinhard Mey

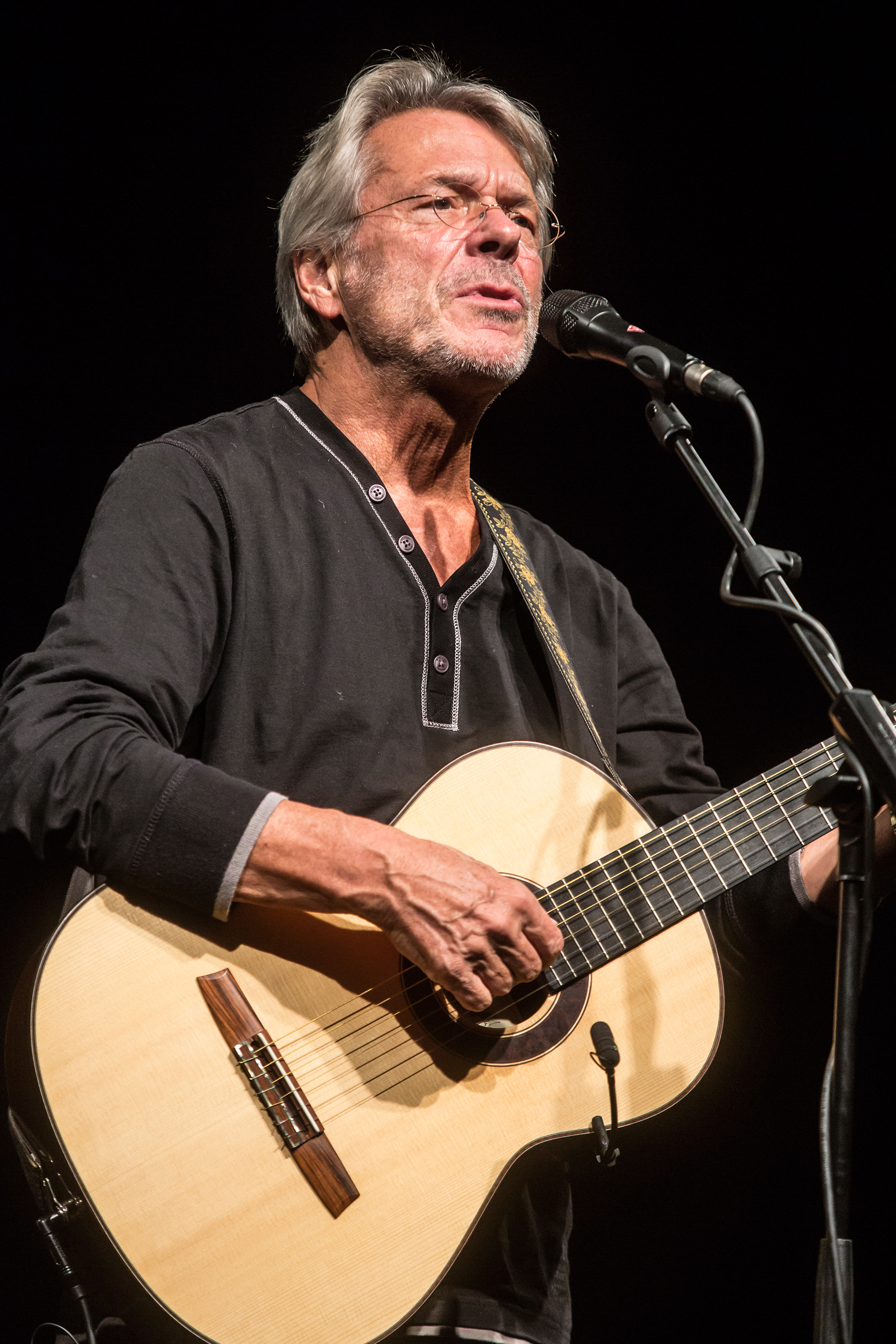
Reinhard Mey, 2014

Reinhard Friedrich Michael Mey (* 21. Dezember 1942 in Berlin) ist ein deutscher Musiker. Er ist deutsch- und französischsprachiger Chansonsänger, Texter und Komponist. Seit Ende der 1960er Jahre gilt er als einer der populärsten Vertreter der deutschen Liedermacher-Szene. Er war vor allem in den 1970er Jahren mit Titeln wie Der Mörder ist immer der Gärtner, Gute Nacht, Freunde, Wie vor Jahr und Tag und Über den Wolken erfolgreich. Seine Pseudonyme sind Frédérik Mey (in Frankreich), Alfons Yondraschek und Rainer May.

## Leben

### Herkunft und Ausbildung
Reinhard Mey wurde 1942 im Berliner Bezirk Wilmersdorf als zweites Kind des Rechtsanwalts Gerhard Mey und der Lehrerin Hertha Koch geboren. Sein Vater weckte sein Interesse an fremden Kulturen und Sprachen. Er besuchte das Französische Gymnasium in Berlin, an dem er 1963 das französische Baccalauréat und das deutsche Abitur absolvierte. Die 12. Klasse musste er wegen schlechter Noten in Deutsch, Mathematik und Physik wiederholen. Zu Meys Klassenkameraden im Französischen Gymnasium zählten der spätere Liedermacher Ulrich Roski und die Politologin Gesine Schwan. Als Austauschschüler wohnte er mehrmals bei einem französischen Paar, das mit seinen Eltern befreundet war.
Mey absolvierte eine Ausbildung zum Industriekaufmann bei der Schering AG Berlin. Ein darauf begonnenes Studium der Betriebswirtschaftslehre an der TU Berlin, das seine Eltern „beschwichtigen“ sollte, brach er nach sechs Semestern ab, um Liedermacher zu werden. Meys ursprünglicher Berufswunsch war Pilot.

### Karriere

#### Frühe Jahre und Anfänge
1955 bekam Mey im Alter von zwölf Jahren seine erste Klavierstunde, mit 14 erhielt er eine erste Gitarre (als Leihgabe seiner Tante), kurz darauf kaufte er sich für 40 Mark eine eigene. Er brachte sich selbst das Trompetespielen bei. Bereits während der Schulzeit sammelte er mit Freunden mit der Aufführung von Skiffle-Musik in der 1957 gegründeten Band Rotten Radish Skiffle Guys Erfahrungen auf der Bühne, der er das gleichnamige Lied in seinem 2010 erschienenen Album Mairegen widmete. 1961 bildete er mit seinem Schulkameraden Wolfgang „Schobert“ Schulz und Christian Pechner die Gruppe Les Trois Affamés (‚Die drei Hungrigen‘). Meys erstes Chanson Ich wollte wie Orpheus singen erschien 1964. Im selben Jahr bekam er die Möglichkeit, auf dem Festival Chanson Folklore International auf der Burg Waldeck seine Lieder vorzutragen. Dort lernte er auch 1966 den gleichaltrigen Hannes Wader kennen.

#### Erste Plattenverträge und Durchbruch
1967 startete Mey für Deutschland beim Knokke-Festival in Belgien. Dies führte zu seinem ersten französischen Plattenvertrag. Im selben Jahr tourte er zeitweise zusammen mit Hannes Wader durch Deutschland und spielte mit ihm in Clubs und auf Theaterbühnen. Da das Repertoire beider Musiker zu diesem Zeitpunkt jeweils noch zu klein für ein abendfüllendes Konzert war, traten sie mit einem gemeinsamen Programm ihrer deutschen und französischen Stücke auf. Nach einem besonders erfolgreichen Auftritt im Audimax der Universität Hamburg entschied sich Mey allerdings gegen eine Fortführung der gemeinsamen Auftritte.
Ebenfalls 1967 bekam er einen Plattenvertrag in Deutschland bei Intercord. Anfangs, so der Spiegel, „schien es freilich, als würde die Karriere des Liedermachers im kommerziellen Abseits enden. Denn der Beamtensohn […] tingelte […] durch Studenten-Pinten, Keller-Kneipen und Provinz-Turnhallen – ohne nennenswerte Resonanz. […] Das deutsche Show-Business nahm jahrelang kaum Notiz von ihm oder spottete bestenfalls: ‚Der Mey ist ein Spinner‘.“ Nachdem er durch gelegentliche Funk- und Fernsehengagements zu bescheidener Popularität gelangt war, brachten ihm erst 1971 die Doppel-LP Reinhard Mey live (bis Oktober 1971 250.000 verkaufte Exemplare) sowie das Lied Der Mörder ist immer der Gärtner den Durchbruch zu einem Massenpublikum.
Seinen größten Erfolg veröffentlichte er mit der LP Mein achtel Lorbeerblatt (1972), das den inzwischen zu einem Evergreen gewordenen Titel Gute Nacht, Freunde enthält. Ein weiterer Erfolgstitel gelang ihm mit Über den Wolken aus dem Jahr 1974, das zunächst als B-Seite der Single Mann aus Alemannia herausgebracht wurde. Dieser Titel erreichte 2005 bei der Wahl der 100 besten Lieder des Jahrhunderts (vom ZDF im Rahmen der Fernsehreihe Unsere Besten veranstaltet) den 4. Platz.
Von Meys Auftritten mit anderen Kollegen ist das Konzert anlässlich Hannes Waders 60. Geburtstag im Juni 2002 zu nennen. Gemeinsam mit Konstantin Wecker sangen sie knapp 30 Lieder, und zwar entweder solistisch oder mehrstimmig. Das aus dem Konzertmitschnitt entstandene Doppelalbum Mey, Wader, Wecker – das Konzert erschien 2003. Im selben Jahr wurde davon eine limitierte Ausgabe herausgegeben mit zusätzlichen Titeln, die bei der Demonstration gegen den Irakkrieg am 15. Februar 2003 mitgeschnitten worden waren. Sie enthält zusätzlich Weckers aktualisierte Version seines Hits Willy unter dem Namen Willy 5, Meys Frieden sowie Waders Friedenshymne Es ist an der Zeit.
Die Veröffentlichung des biografischen Buches Über den Wolken ließ Mey gerichtlich untersagen. Kurz darauf, im August 2005, gab er ein eigenes Buch mit dem Titel Was ich noch zu sagen hätte (Autor: Bernd Schroeder) heraus. Zahlreiche von Meys Alben entstanden in langjähriger Zusammenarbeit mit dem Musikproduzenten Manfred Leuchter, der dabei auch als Arrangeur der Stücke wirkt und jeweils passende Musiker auswählt. Teilweise musiziert er selbst mit, so bei Das Haus an der Ampel und Nach Haus.

#### Fernsehaktivitäten
Mey moderierte wiederholt Fernsehsendungen, beispielsweise die Reinhard-Mey-Show 1972,) und trat in TV-Filmen als Gastdarsteller auf (2002 unter der Regie von Jan Josef Liefers in der Liebeskomödie Die Frauenversteher – Männer unter sich als Flugzeugmechaniker und 2005 in Küss mich, Hexe als Weißer Magier (Regie: Diethard Küster).
Vom Juni 1973 bis Dezember 1974 moderierte Mey sechs Ausgaben der Sendung Chansonnade für das Schweizer Fernsehen. 1979 gestaltete er mit Salvatore Adamo eine musikalische Gemeinschaftssendung (Zwei Herren im Dreiviertelfrack), 1980 Der dicke Lange und der kleine Dünne mit Mort Shuman sowie 1981 Manche mögen’s leis mit Heidelinde Weis.
1982 hatte er beim ZDF die Show Ich hab’ Dich lieb. Zusammen mit Rut Speer drehte er für das ZDF seinen persönlichen Heimatfilm Reinhard Mey und sein Dorf in Berlin, der im Juni 1989 ausgestrahlt wurde. Weiterhin moderierte Mey 1980, Frank Elstner nachfolgend, drei Folgen der ARD-Unterhaltungssendung Die Montagsmaler, bis Sigi Harreis im Januar 1981 die Moderation übernahm. Bei den Montagsmalern hatte er insgesamt sechs Auftritte als prominenter Mitrater (1978) und im Showteil (1977–1986).
Von 1987 bis 1996 moderierte Mey das Musikfestival Songs an einem Sommerabend. In diesem Rahmen bot er auch eigene Lieder dar. Da er nicht gewillt war, darauf zu verzichten, das Lied Sei wachsam mit dem darin enthaltenen Text „Der Minister nimmt flüsternd den Bischof beim Arm: / Halt du sie dumm, – ich halt’ sie arm!“ zu singen, beendete er seine Moderationstätigkeit und seine Teilnahme für mehrere Jahre. Von 2004 bis 2014 nahm Reinhard Mey wieder regelmäßig am Festival teil. 2024 sang er mit Helene Fischer im Duett das Lied Wir.

#### Tourneen
Bislang spielte Mey über 1300 Konzerte. Seine Tourneen führten ihn durch Deutschland, Österreich und die Schweiz und durch Frankreich, Belgien und die Niederlande. In Frankreich gab Reinhard Mey unter seinem französischen Künstlernamen zwei dreiwöchige Gastspiele, 1976 im Palais des Congrès, Paris und 1979 in der Pariser Music-Hall Bobino. Meist sind die Tourneen nach dem vorangehenden Studioalbum benannt, während die Livealben, die die Tourneen dokumentieren, eigenständige Titel tragen.
Die Organisation der Tourneen leitete von 1970 bis 2005 Peter Graumann, der im Oktober 2005 starb. Diesem engen Weggefährten widmete Mey 1992 das Lied Peter. Nach Graumanns Tod übernahm Gazale Aydin die Tourneeleitung.
1989 erhielt er nach langjährigen Anfragen bei den Verantwortlichen der DDR endlich die Möglichkeit, „einmal in Dresden [zu] singen“. Er bekam eine Einladung in Gunther Emmerlichs Showkolade. Das Konzert fand am 11. November 1989 statt. Durch den zwischenzeitlichen Mauerfall und den damit einhergehenden aufkeimenden Freiheitsgedanken durfte er sowohl Über den Wolken als auch Gute Nacht, Freunde vortragen, die beide den bis zum 8. November 1989 untersagten Freiheitsgedanken in sich tragen.

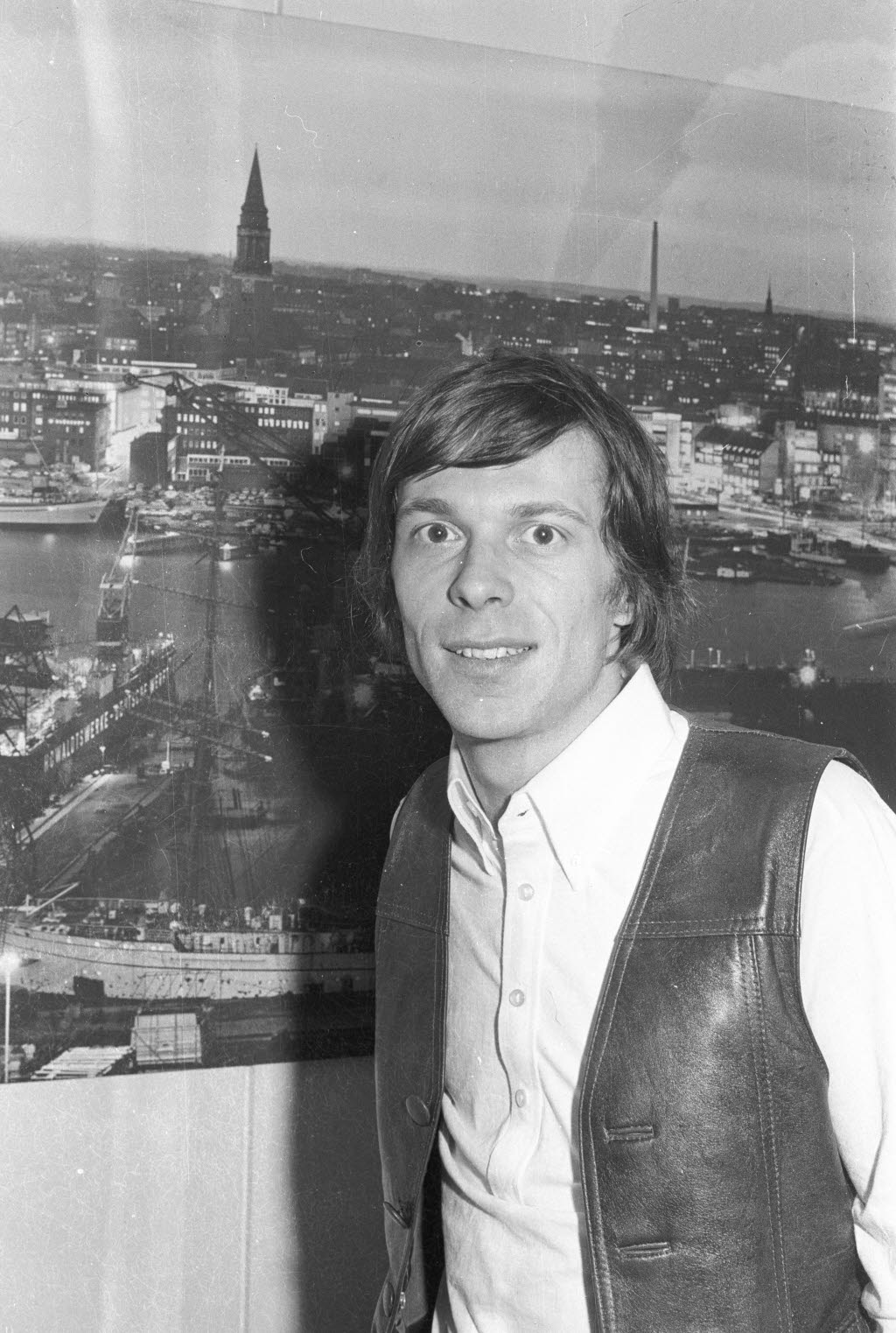
Reinhard Mey, 1971 in Kiel

- 1971: erste große Tournee (Deutschland)
- 1972: 142-Städte-Tournee (Deutschland, Österreich und Schweiz)
- 1974: 30-Städte-Tournee (Frankreich)
- 1976: 40-Städte-Tournee (Frankreich, Belgien und Niederlande)
- 1976: Dreiwöchiges Ensuite-Gastspiel im Palais des Congrès, Paris[11]
- 1977: 30-Städte-Tournee (Frankreich)
- 1977: 72-Städte-Tournee (Deutschland, Österreich und Schweiz)
- 1979: Dreiwöchiges Gastspiel in der Pariser Music-Hall „Bobino“
- 1980: 56-Städte-Tournee (Deutschland, Österreich und Schweiz)
- 1983: 60-tägige Tournee (Deutschland, Österreich und Schweiz)
- 1986: große Tournee (Deutschland, Österreich und die Schweiz)
- 1988: 55-Städte-Tournee (Deutschland)
- 1989: 14-tägige Tournee (Österreich)
- 1990/1991: Farben-Tournee. 55 Städte in Deutschland, elf Tage durch Österreich
- 1992/1993: Alles-geht-Tournee. 60 Tage durch Deutschland, 14 Tage durch Österreich und die Schweiz
- 1994/1995: Immer-weiter-Tournee. 60 Tage durch Deutschland, 19 Tage durch Österreich und die Schweiz
- 1996/1997: Leuchtfeuer-Tournee. 61 Tage durch Deutschland, 17 Städte in Österreich und der Schweiz
- 1998/1999: Flaschenpost-Tournee. 60 Städte in Deutschland, 27 Städte in Österreich und der Schweiz
- 2000: Einhandsegler-Tournee. 60 Städte in Deutschland, Österreich und der Schweiz
- 2002: Rüm-Hart-Tournee. 60 Städte in Deutschland, Österreich und der Schweiz
- 2005/2006: Nanga-Parbat-Tournee. 60 Tage durch Deutschland und die Schweiz, elf Tage durch Österreich
- 2008: Bunter-Hund-Tournee. 60 Tage durch Deutschland, Österreich und die Schweiz
- 2011: Mairegen-Tournee. 62 Tage durch Deutschland und die Schweiz
- 2014: „dann mach’s gut“-Tournee. 60 Tage durch Deutschland
- 2017/2018: Mr.-Lee-Tournee. 30 Tage durch Deutschland, zehn Tage durch Österreich
- 2022: Das-Haus-an-der-Ampel-Tournee. 16 Tage durch Deutschland und Österreich

### Pseudonyme
Meys Pseudonym Frédérik Mey leitet er von der französischen Version seines Zweitnamens Friedrich ab. Er wählte es aus phonetischen Gründen, da nach seiner Ansicht der dem deutschen Reinhard entsprechende französische Vorname Renaud eine ungünstige französische Aussprache nach sich gezogen hätte. Renaud klingt wie Renault und als voller Name Renaud Mey ähnlich wie renommée.
Ein weiteres Pseudonym war Alfons Yondraschek, unter dem er für das Duo Inga & Wolf das Lied Gute Nacht, Freunde schrieb. Diese sollten damit am Eurovision Song Contest 1972 teilnehmen. In der deutschen Vorentscheidung im Februar 1972 belegte das Lied den vierten Platz. Den Namen hatte Mey bereits im Lied Ankomme Freitag, den 13. auf dem gleichnamigen Album verwendet, worin er beteuert, „ganz bestimmt nicht Alfons Yondraschek“ zu sein. Dieser wird zudem in Meys Werk noch einmal genannt: In Zwei Hühner auf dem Weg nach vorgestern wird Alfons Yondraschek als Autor des gleichnamigen Theaterstücks angegeben.
Eines der frühesten Pseudonyme ist Rainer May, unter dem er 1965 unter anderem das Stück Geh und fang den Wind herausbrachte, eine deutschsprachige Interpretation des Donovan-Hits Catch the Wind (deutscher Text: Joe Menke). Dieses Pseudonym entstand ungewollt – der Produzent hatte den Namen falsch notiert.

### Privates
Mey heiratete 1967 die Französin Christine; die Ehe wurde 1976 geschieden. Seit 1977 ist er mit Hella Mey verheiratet und lebt in Berlin-Frohnau. Aus dieser Beziehung stammen die Söhne Frederik (* 1976) und Maximilian (1982–2014) sowie die Tochter Victoria-Luise Mey (* 1985), die auf den Alben Lieder von Freunden, Mr. Lee und Das Haus an der Ampel Duette mit Mey singt und bei der Tournee 2017/2018 als Fotografin agierte. Auf dem Album Lieder von Freunden findet sich außerdem eine Aufnahme des englischen Volkslieds Die zwölf Weihnachtstage, das er zusammen mit seinen Kindern singt.
Meys Sohn Frederik arbeitet als Pilot. Sein Sohn Maximilian starb im Mai 2014 nach einem etwa fünf Jahre andauernden Wachkoma, das aus einer verschleppten Lungenentzündung und Herzrhythmusstörungen resultierte. Er wurde 32 Jahre alt.

## Erfolge
Mey hatte großen Erfolg in Frankreich und den Niederlanden. Es gibt in französischer Sprache sieben Frédérik-Mey-Alben und zwei Live-LPs; zuletzt erschien nach 23-jähriger Pause die CD Frédérik Mey, Vol. 7 – douce france (2005). Es erschienen Texte von Mey in französischen Schulbüchern. Auf Niederländisch erschien 1975 Als de dag van toen (‚Wie vor Jahr und Tag‘) – seine einzige Doppel-Platin-Platte überhaupt – und 1976 Er zijn dagen … (‚Es gibt Tage …‘). Der Versuch, 1970 mit der LP One Vote for Tomorrow in Großbritannien Fuß zu fassen, schlug fehl.
Zwischen 1967 und 2020 hat Mey 29 deutsche Studioalben herausgebracht, das erste Ich wollte wie Orpheus singen 1967, das bisher letzte Nach Haus 2024. Von 1986 bis 2004 veröffentlichte Reinhard Mey seine Studioalben im Zweijahresrhythmus, seitdem in größeren Abständen, jeweils im Mai.
Außerhalb dieses Rhythmus erschien 2015 unter dem Titel Lieder von Freunden ein Album mit Titeln von Ulrich Roski, Pete Seeger, Rio Reiser, Franz Josef Degenhardt, Heinz Rudolf Kunze, Klaus Hoffmann, Gerhard Gundermann, The Magnetic Fields, Colin Wilkie, Johann Sebastian Bach, Selma Meerbaum-Eisinger, I Muvrini, Manfred Maurenbrecher, Ludwig Hirsch und Boris Vian. Anders als bei seinen Studioalben erarbeitete er die Aufnahmen nicht in einem relativ kurzen Zeitraum, sondern sie entstanden über viele Jahre hinweg.

„,Wir alle haben irgendwo in der Erinnerung, oder gerade im Ohr, so ein Lied, wo es dich packt, dass du nicht weißt, wie dir geschieht‘, wie ich mal versucht habe, es zu beschreiben. Ich habe viele solcher Lieder aus der Feder sehr naher oder ferner Kollegen, die mir doch alle über ihre Musik gleich vertraut sind. Manche begleiten mich schon mein ganzes Leben, manche entdecke ich vielleicht erst jetzt, aber von nun an werden auch die zu Weggefährten für immer. Lieder, die ich für mich singe, einfach weil sie mir Freude machen, weil sie mich trösten oder bewegen und manchmal, wenn nach einem Studiotag noch ein bisschen Zeit ist und die Kollegen Lust haben, oder Besuch kommt, den ich – wie meine Tochter – zum Mitsingen überreden kann, dann nehme ich schon mal eins davon auf, einfach so. Über die Jahre ist daraus über ein gutes Dutzend Aufnahmen entstanden aus der spontanen Lust am Musizieren, am Experimentieren, aus dem Wunsch, nach einem Tag voller Musik im Studio, nicht ohne eine letzte Zugabe auseinander zu gehen. Ich nenne sie die Lieder von Freunden.“

Zu den Studioaufnahmen veröffentlichte Mey 18 deutsche Livealben, das erste erschien 1971 bei Intercord unter dem Titel Reinhard Mey live. Aufgenommen wurde es in Berlin im Dezember 1970. Von den 25 Liedern auf dem Doppelalbum sind bis auf zwei alle von ihm getextet und komponiert. Seit Anfang der 1990er Jahre zeichnen sich die Livealben durch einen beträchtlichen Teil an einleitenden Sprechbeiträgen aus. Außer diesen beiden Plattentypen gibt es eine große Anzahl von Samplern, Singles und zwei DVDs, von denen die erste in wesentlichen Teilen Filmmaterial enthält, das anlässlich des 60. Geburtstags 2002 produziert wurde.
Vier Mal erreichte Mey Platz eins der deutschen Albumcharts: 1972 mit Mein achtel Lorbeerblatt, 2007 mit Bunter Hund, 2013 mit dann mach’s gut und 2024 mit Nach Haus. Die erste Goldene Schallplatte bekam Mey für Ich bin aus jenem Holze (1971). Mey schrieb und komponierte mehr als 500 Songs. (Stand: 2024)

## Liedinhalte
Meys meist leise Lieder zeichnen sich durch oft umfangreiche Texte und eingängige Melodien aus. Sie sind stark vom französischen Chanson beeinflusst; manche seiner Lieder zeigen außerdem in Melodiebau und Instrumentarium den Einfluss der Country-Musik. Im Gegensatz zum französischen Chanson behandelten Meys Lieder anfangs eher selten politische Themen (s. In Tyrannis). Vor allem seit den 1990er Jahren finden sich zunehmend auch politisch Stellung beziehende, gesellschafts- und zeitkritische, oft von einer pazifistischen Haltung geprägte Stücke auf seinen Alben (Die Waffen nieder, Sei wachsam, Heimatlos, Das Narrenschiff, Frieden, Nein, meine Söhne geb’ ich nicht, Kai, Verschollen). Mit dem Lied Die Kinder von Izieu, das die Deportation von 44 jüdischen Kindern aus Frankreich beschreibt, bezog er dezidiert Stellung gegen ein Vergessen der nationalsozialistischen Verbrechen. Dabei vertritt Mey eine moderat linke politische Position. In seinen Liedern setzt er sich besonders für die Werte Freiheit und Gewaltlosigkeit bzw. Frieden ein und engagiert sich auch dahingehend (beispielsweise im Bundestagswahlkampf 2002 für den Omnibus für direkte Demokratie oder auf einer Großdemonstration Anfang 2003 in Berlin gegen den bevorstehenden Irakkrieg).
Reinhard Mey behandelt in seinen Liedern im Wesentlichen aus dem Leben gegriffene Themen. In den 1960er und 1970er Jahren waren das unter anderem Liebeslieder (Und für mein Mädchen, Herbstgewitter über Dächern, Wie vor Jahr und Tag, Sommermorgen), Lieder über das Fliegen (Über den Wolken, Ikarus, Lilienthals Traum), über den Tod (Schade, dass du gehen musst, Die Zeit des Gauklers ist vorbei, Wie ein Baum, den man fällt, Mein Testament), satirische Betrachtungen von gesellschaftlichen Gegebenheiten und den Widrigkeiten des Alltags (Diplomatenjagd, Annabelle, Ein Antrag auf Erteilung eines Antragformulars, Die heiße Schlacht am kalten Buffet) oder seines eigenen Lebens (Trilogie auf Frau Pohl, Ankomme Freitag, den 13., Die Homestory). Gelegentlich gelingt es ihm dabei, die deutsche Sprache zu prägen (Der Mörder ist immer der Gärtner). Immer wieder benutzt Mey die Form der spöttischen Demaskierung, um sich zum Beispiel über die Unzuverlässigkeit von Handwerkern (Ich bin Klempner von Beruf), die Auswüchse des modernen Regietheaters (Zwei Hühner auf dem Weg nach vorgestern) oder über heuchlerische Politiker (Was kann schöner sein auf Erden, als Politiker zu werden) lustig zu machen. Durch die Geburt seiner Kinder ergab sich ab 1977 ein neuer Schwerpunkt: Kinder und Familie (Du hast mir schon Fragen gestellt, Keine ruhige Minute, Menschenjunges). Dieses Thema dominierte bis in die frühen 1990er Jahre. Des Weiteren übte Mey in verschiedenen Liedern noch über die Schulzeit seiner eigenen Kinder hinaus Kritik am deutschen Schulsystem (Zeugnistag, Faust in der Hand).
Mey ist Vegetarier und engagierte sich bei der Organisation PETA aktiv für den Tierschutz. Seit 1992 setzten sich einige seiner Lieder mit dem Thema Tierschutz auseinander (Die Würde des Schweins ist unantastbar, Hasengebet, Tierpolizei, Erbarme dich, Hundgebet, Miserere mei). Diese und andere Tierlieder aus verschiedenen Jahrzehnten veröffentlichte er 2006 gesammelt auf dem Sampler Frei!. Auf dem 2013 erschienenen Album dann mach’s gut widmet er sich diesem Thema unter dem Titel Gute Kühe kommen in den Himmel.

## Verbreitung von Liedtexten im Internet
Die meisten Liedtexte finden sich auf der offiziellen Reinhard-Mey-Seite.
Es fehlen dort aber nach wie vor die Texte von frühen Liedern wie Bauer, ich bitt’ euch, Das Canapé, Drei Lilien, Mädchen in den Schänken und anderen (Stand: März 2025). Bei diesen Liedern ist die Musik von Mey, der Text aber von anderen Autoren. Diese Texte fehlen ebenfalls im offiziellen Liedtextbuch Alle meine Lieder, das 1985 erschien (erweiterte Neuauflage erschien am 2. Dezember 2016: Alle Lieder – Toutes les chansons), sie sind aber mit Noten im offiziellen Liederbuch Von Anfang an enthalten. Inzwischen stellt Reinhard Mey viele Noten seiner Lieder mit Gitarrenbegleitungen kostenlos ins Internet.

## Diskografie
Studioalben

| Jahr | Titel                         | Höchstplatzierung, Gesamtwochen/‑monate, AuszeichnungChartplatzierungen (Jahr, Titel, Platzierungen, Wochen/Monate, Auszeichnungen, Anmerkungen) | Höchstplatzierung, Gesamtwochen/‑monate, AuszeichnungChartplatzierungen (Jahr, Titel, Platzierungen, Wochen/Monate, Auszeichnungen, Anmerkungen) | Höchstplatzierung, Gesamtwochen/‑monate, AuszeichnungChartplatzierungen (Jahr, Titel, Platzierungen, Wochen/Monate, Auszeichnungen, Anmerkungen) | Anmerkungen                                           |
| Jahr | Titel                         | DE | AT | CH | Anmerkungen                                           |
| ---- | ----------------------------- | --- | --- | --- | ----------------------------------------------------- |
| 1967 | Ich wollte wie Orpheus singen | — | — | — | Erstveröffentlichung: 1967                            |
| 1969 | Ankomme Freitag, den 13.      | — | — | — | Erstveröffentlichung: 1969                            |
| 1970 | Aus meinem Tagebuch           | DE— GoldDE | — | — | Erstveröffentlichung: 1970 Verkäufe: + 250.000        |
| 1971 | Ich bin aus jenem Holze       | DE8 Gold · (4 Mt.)DE | — | — | Erstveröffentlichung: 1971 Verkäufe: + 250.000        |
| 1972 | Mein achtel Lorbeerblatt      | DE1 Gold · (3 Mt.)DE | — | — | Erstveröffentlichung: 1972 Verkäufe: + 250.000        |
| 1974 | Wie vor Jahr und Tag          | DE16 Gold · (2 Mt.)DE | AT8 (4 Wo.)AT | — | Erstveröffentlichung: 1974 Verkäufe: + 250.000        |
| 1975 | Ikarus                        | DE26 (2 Mt.)DE | — | — | Erstveröffentlichung: 1975                            |
| 1977 | Menschenjunges                | DE24 (2 Mt.)DE | AT16 (2 Mt.)AT | — | Erstveröffentlichung: 1977                            |
| 1979 | Keine ruhige Minute           | DE16 (21 Wo.)DE | AT20 (1 Mt.)AT | — | Erstveröffentlichung: 1979                            |
| 1980 | Jahreszeiten                  | DE12 (32 Wo.)DE | — | — | Erstveröffentlichung: 1980                            |
| 1981 | Freundliche Gesichter         | DE36 (8 Wo.)DE | — | — | Erstveröffentlichung: 1981                            |
| 1983 | Die Zwölfte                   | DE34 (9 Wo.)DE | AT17 (½ Mt.)AT | — | Erstveröffentlichung: 1983                            |
| 1985 | Hergestellt in Berlin         | DE21 (16 Wo.)DE | AT28 (½ Mt.)AT | — | Erstveröffentlichung: 1. April 1985                   |
| 1986 | Alleingang                    | DE27 (12 Wo.)DE | — | — | Erstveröffentlichung: 1. Juli 1986                    |
| 1988 | Balladen                      | DE27 (13 Wo.)DE | AT16 (5 Mt.)AT | — | Erstveröffentlichung: 1. Januar 1988                  |
| 1990 | Farben                        | DE27 (25 Wo.)DE | AT30 (2 Wo.)AT | — | Erstveröffentlichung: 1. April 1990                   |
| 1992 | Alles geht!                   | DE28 (17 Wo.)DE | AT26 (12 Wo.)AT | — | Erstveröffentlichung: 1. März 1992                    |
| 1994 | Immer weiter                  | DE21 (12 Wo.)DE | AT31 (4 Wo.)AT | — | Erstveröffentlichung: 1. Mai 1994                     |
| 1996 | Leuchtfeuer                   | DE26 (22 Wo.)DE | AT26 (14 Wo.)AT | — | Erstveröffentlichung: 9. Mai 1996                     |
| 1998 | Flaschenpost                  | DE7 (32 Wo.)DE | AT32 (11 Wo.)AT | — | Erstveröffentlichung: 15. Mai 1998                    |
| 2000 | Einhandsegler                 | DE7 Gold · (27 Wo.)DE | AT22 (6 Wo.)AT | — | Erstveröffentlichung: 5. Mai 2000 Verkäufe: + 150.000 |
| 2002 | Rüm Hart                      | DE4 (21 Wo.)DE | AT14 (9 Wo.)AT | — | Erstveröffentlichung: 3. Mai 2002                     |
| 2004 | Nanga Parbat                  | DE2 Gold · (17 Wo.)DE | AT12 (14 Wo.)AT | — | Erstveröffentlichung: 1. Mai 2004 Verkäufe: + 100.000 |
| 2007 | Bunter Hund                   | DE1 Gold · (19 Wo.)DE | AT8 (8 Wo.)AT | — | Erstveröffentlichung: 4. Mai 2007 Verkäufe: + 100.000 |
| 2010 | Mairegen                      | DE2 Gold · (24 Wo.)DE | AT2 (16 Wo.)AT | CH66 (1 Wo.)CH | Erstveröffentlichung: 7. Mai 2010 Verkäufe: + 100.000 |
| 2013 | dann mach’s gut               | DE1 Platin · (26 Wo.)DE | AT1 (15 Wo.)AT | CH28 (4 Wo.)CH | Erstveröffentlichung: 3. Mai 2013 Verkäufe: + 200.000 |
| 2016 | Mr. Lee                       | DE3 Gold · (18 Wo.)DE | AT4 (19 Wo.)AT | CH23 (3 Wo.)CH | Erstveröffentlichung: 6. Mai 2016 Verkäufe: + 100.000 |
| 2020 | Das Haus an der Ampel         | DE2 (30 Wo.)DE | AT2 (9 Wo.)AT | CH5 (5 Wo.)CH | Erstveröffentlichung: 29. Mai 2020                    |
| 2024 | Nach Haus                     | DE1 (11 Wo.)DE | AT2 (8 Wo.)AT | CH3 (5 Wo.)CH | Erstveröffentlichung: 3. Mai 2024                     |

grau schraffiert: keine Chartdaten aus diesem Jahr verfügbar

## Rezeption
Meys Lieder wurden von der deutschsprachigen Musikkritik und Presse zunächst größtenteils positiv aufgenommen und überwiegend als angenehmer Kontrast zur seichten Schlagermusik mit ihren niveauarmen Texten gesehen (um 1970). So nannte ihn beispielsweise die Neue Zürcher Zeitung einen „seltenen Glücksfall im Showbusiness“, mit „jungenhafter Frische, unbekümmerter Spontaneität und Direktheit im Kontakt mit dem Publikum“. Andere sahen in ihm „die unerkannte Stimme des aufgeschlossenen jungen Mittelstandes“.
Mit wachsendem Erfolg häuften sich Anfang der 1970er Jahre jedoch auch negative Kritiken, vor allem von linker Seite, die ihm mangelndes politisches Engagement („Rückzugslyriker“), Ängstlichkeit und einen Hang zur Idylle („Heino fürs Dritte Programm“) vorwarfen. So bezeichnete Volker Rebell in der Frankfurter Rundschau Meys musikalische Gestaltung als „nicht unterscheidbar von der kleinkarierten Schlagermusik […] von der Essenz her der gleiche Kohl, die gleichen beschränkten Variationen über ein Standardsortiment musikalischer Muster“. Barry Graves nannte den Sänger in der Welt einen „nichtssagenden Schnurrenerzähler“, einen „Fluchthelfer der Umweltverdrossenen“ und einen „Heintje für geistig Höhergestellte“. Einen Höhepunkt erreichte diese Kritik Mitte der 1970er Jahre, als Mey in dem Lied Annabelle Erscheinungsformen und Auswüchse der Studenten- und 68er-Bewegung aufs Korn nahm. Thomas Rothschild schrieb in dem Buch Liedermacher: „Mit dieser Karikatur einer linken Studentin […] entpuppte sich Reinhard Mey endgültig als einer, der seinen kleinbürgerlichen Zuhörern, die sich ihre heile Welt nicht rauben lassen wollen, nach dem Mund singt. […] Was offenbar sogar Moderatoren für Humor halten, ist bösartige Lächerlichmachung einer Minderheit. Von der Annabelle, die nie lacht, zum Russen mit dem Messer zwischen den Zähnen ist es nur ein Schritt. Mey betreibt mit Annabelle Hexenjagd in Chanson-Form.“
In späteren Jahren wurde Mey nicht mehr derart scharf wegen seiner Liedinhalte kritisiert – mit wenigen Ausnahmen, z. B. die Tageszeitung: „Säuselbarde“; siehe dazu aber auch 2014 das „Entschuldigungsschreiben an einen Poeten“ des Chefreporters Peter Unfried in der „taz am Wochenende“. Man sah in Mey eher den „Klassensprecher der müden Rebellen“, einen „unverkennbaren Meister der dezenten Gefühlsambivalenz“, dessen poetischste Lieder ein „wehmütiges Tasten am Jenseitsrand“ sind. Die Süddeutsche Zeitung würdigte ihn zu seinem 70. Geburtstag als „Poet des Alltäglichen“ und „großen Humanisten, Spötter und Tröster“, dessen Lieder die „Chronik unseres bürgerlichen Lebens in berührend langmütigen, wunderbar sentimentalen und angemessen moralischen Balladen“ besungen haben.
In Frankreich gab es keine vergleichbare negative Kritik.
Mey selbst reagierte 1972 in Form des Chansons Mein achtel Lorbeerblatt. Der Refrain lautet: „Und ich bedenk’, was ein jeder zu sagen hat / Und schweig’ fein still / Und setz’ mich auf mein achtel Lorbeerblatt / Und mache, was ich will.“ Rückblickend formulierte Mey mit Blick auf seine damaligen Kritiker: „Wenn man 1971 eine goldene Schallplatte bekam, war eben klar, dass man nur ein kommerzielles Schwein sein konnte.“
Für das Lied Annabelle, das ihm nach eigenem Bekunden „jede Menge Ärger, aber auch jede Menge Spaß“ eingebracht hat, schrieb er 1998, 26 Jahre später, mit Der Biker eine Art Entschuldigungssong, in dem er seine Wertschätzung für Annabelle zum Ausdruck bringt.

## Trivia

### Fliegerei als Hobby
Mey erwarb 1973 auf dem Flugplatz Wilhelmshaven-Mariensiel die Privatpilotenlizenz für Motorflugzeuge (PPL A), die er drei Jahre später um die Instrumentenflugberechtigung erweiterte. Im Jahre 1982 erwarb er die Privatpilotenlizenz für Hubschrauber mit Kolben- und Turbinentriebwerken (PPL H). Als Schüler von Weltmeister Manfred Strößenreuther erhielt er 1984 schließlich die Berechtigung zum Kunstflug mit Motorflugzeugen. Mit einem Freund kaufte er eine zweimotorige Cessna 340, mit der sie Charterflüge durchführten, bis das Geschäft aufgrund der Ölkrise nicht mehr rentabel war. Nachdem er 1996 zunächst sämtliche Fluglizenzen hatte verfallen lassen, war er seit 2004 wieder im Besitz einer Pilotenlizenz, die er derweil altersbedingt wieder abgegeben hat.
Meys Leidenschaft zur Fliegerei spiegelt sich auch in den Texten seiner Lieder wider: Ein Beispiel dafür ist der Titel Über den Wolken, der von der Sehnsucht nach der Freiheit des Fliegens handelt. All die sturmfesten Himmelhunde beschäftigt sich mit den frühen Flugpionieren; Otto Lilienthal bekam mit Lilienthals Traum gar ein eigenes Lied. Das Lied Golf November ist eine Hommage an den Rettungshubschrauber Christoph 4 und seine Besatzung.

### Kampen (Sylt)
Reinhard Mey besitzt ein Haus in Kampen. Sein enger Bezug zur Nordsee und zur Insel Sylt spiegelt sich in einigen seiner Lieder wider. Weiterhin ergeben der Albumname Rüm Hart und der DVD-Titel Klaar Kiming einen nordfriesischen Sinnspruch (Rüm Hart, klaar Kiming – ‚Weites Herz, klarer Horizont‘).
Auf Sylt sorgte er im Jahr 2002 für erhitzte Diskussionen, als er in einem offenen Brief an die Gemeindeverwaltung von Kampen in satirisch-ironischer Art den Einsatz lärmender Rasenmäher durch Nachbarn – die er mit „Gartennazis“ betitelte – als allgegenwärtige Ruhestörung anprangerte. Der Vorfall wurde bundesweit vom Boulevard-Journalismus aufgegriffen und von Stefan Raab in TV total mit dem Lied Garten-Nazis besungen. Mey selbst verarbeitete das Ereignis in einer Umdichtung seines 1996 erschienenen Liedes Irgendein Depp bohrt irgendwo immer: Auf Meys darauffolgendem Live-Album Klaar Kiming und der wenig später herausgebrachten gleichnamigen Doppel-DVD erschien Irgendein Depp mäht irgendwo immer.

### „Bootschafter“ der DGzRS
Im Jahr 2000 engagierte er sich als „Bootschafter“ für die Deutsche Gesellschaft zur Rettung Schiffbrüchiger (DGzRS). Der jährlich wechselnde Bootschafter stellt sich für eine Amtsperiode ehrenamtlich für Werbemaßnahmen der im Wesentlichen aus Spendengeldern finanzierten DGzRS zur Verfügung.

## Sonstiges
- 1973 sang Mey in der ARD-Fernsehlotterie das Lied Aber deine Ruhe findest du trotz alledem nicht mehr.
- Mey lieh 1974 in der Synchronisation des Zeichentrickfilms Robin Hood dem Hahn Alan A’Dale seine Stimme. Er sang 1978 im Zeichentrickfilm Lucky Luke – Sein größter Trick den Titelsong auf Deutsch.
- Seit 1976 eröffnet und schließt eine Adaption von Gute Nacht, Freunde jeden Abend die Nachrichtensendung Met het Oog op Morgen im niederländischen Radio 1.
- Rio Reiser ernennt Reinhard Mey in der Originalversion seines Liedes König von Deutschland (1986) zu des „Königs Barden“.
- Die Band Pur vertonte 1992 den bis dahin unveröffentlichten Reinhard-Mey-Text Der Mann am Fenster als Geschenk zu dessen 50. Geburtstag.
- 1997 war Reinhard Mey zu Gast in der ZDF-Show Wetten, dass..? und spielte zusammen mit den Berliner Philharmonikern das Lied Lilienthals Traum aus dem Album Leuchtfeuer.
- Sein Rundfunkwerbungsblues von 1984, der die viele Radiowerbung anprangert, wurde 1998 zum Fernsehwerbungsblues umgeschrieben.
- 1998 trat Mey in der TV-Sendung Geld oder Liebe auf und präsentierte sein Lied Viertel vor sieben aus dem Album Flaschenpost vor einem Millionenpublikum. Die Verkaufszahlen des Albums stiegen daraufhin deutlich an. Seitdem stieg jedes Mey-Album wieder in die Top 10 der Albumcharts ein. Eine von Jürgen von der Lippe gesungene Version des Lieds erschien 2002 auf dem Album Hommage an Reinhard Mey.
- 1999 wurde die Live-3-CD-Box Lampenfieber veröffentlicht, ein Mitschnitt der Flaschenpost-Tour 1998/99. Darauf sind u. a. die bis dahin unveröffentlichten Songs Ich bin und Fernsehwerbungsblues zu hören, die es auf den Konzerten als Zugabe gab.
- 2002, zu seinem 60. Geburtstag, interpretierten verschiedene deutsche Künstler seine Lieder auf dem Doppelalbum Hommage an Reinhard Mey.
- Das Lied Nanga Parbat aus dem Jahr 2004 widmete Mey Reinhold Messner, dessen Bruder Günther bei der Besteigung des gleichnamigen Berges 1970 starb.
- Aufgrund des Schicksals seines Sohnes, der damals im Wachkoma lag, verzichtete Mey für sein 2010 erschienenes Album Mairegen auf jegliche Werbung. In den deutschen Albumcharts stieg es dennoch auf Platz 2 ein und hielt sich weitere fünf Wochen in den Top 10.
- Mey betätigt sich als Juror beim Förderpreis der Henner-Krogh-Stiftung, die Sylter Musiker fördert. Ein von Mey gestifteter Sonderpreis ist für die jeweils beste deutschsprachige Eigenkomposition ausgeschrieben.
- Es existieren verschiedene Instrumental-Alben, auf denen Meys Lieder ohne Gesang dargeboten werden, beispielsweise von Mey selbst (1978 – M(e)y Instrumentals) oder vom Gitarristen Jens Kommnick (2011 – Kommnick spielt Mey).
- Im Lied Danke, liebe gute Fee (2007) findet sich eine Anspielung auf Loriots Sketch Der Lottogewinner, die Mey nach eigener Aussage mit freundlicher Genehmigung des Autors anbrachte.[42]
- 2012 erschien das Album Ich bin von Heinz Rudolf Kunze mit einem Duett-Titel mit Reinhard Mey.[43]
- Neben anderem sozialen Engagement gibt er regelmäßige Benefizkonzerte für die Kinderkrebshilfe, DGzRS, Hamburg Leuchtfeuer, Dunkelziffer e. V. sowie Friedensdorf International. Zu Gunsten des Friedensdorfes entstand 2020 mit mehreren Künstlern eine Neuaufnahme des von 1986 stammenden Liedes Nein, meine Söhne geb’ ich nicht.
- Zu seinen guten Freunden zählte Karl Dall († 2020), dem er 1985 in seinem Lied Ich grüße … die Textzeile „meinen Freund Karl Dall“ widmete.
- Ein weiterer guter Freund ist Klaus Hoffmann, für den er 2011 das Lied Bruder Klaus schrieb.
- Er ist Erstunterzeichner des in der Zeitschrift Emma veröffentlichten Offenen Briefs an Bundeskanzler Olaf Scholz vom 29. April 2022[44] und der im Februar 2023 von Sahra Wagenknecht und Alice Schwarzer initiierten Petition Manifest für Frieden.[45] Beide Petitionen sprechen sich im Kontext des Russischen Überfalls auf die Ukraine 2022 für Diplomatie, Verhandlungen und humanitäre Hilfe und gegen weiter „eskalierende Waffenlieferungen“ an die Ukraine aus.

## Auszeichnungen und Ehrungen
- 1968: Prix International de la Chanson française (als erster ausländischer Sänger)
- 1971: Goldene Europa
- 1972: Grand Prix du Disque
- 1973: Goldene Europa
- 1983: Verdienstkreuz am Bande des Verdienstordens der Bundesrepublik Deutschland
- 1987: Verdienstorden des Landes Berlin
- 1992: Deutscher Schallplattenpreis
- 1992: ECHO Pop für das Lebenswerk
- 1994: Deutscher Kleinkunstpreis
- 1994: Goldene Europa
- 1996: Liederbestenliste
- 1999: Liederbestenliste
- 2000: „Bootschafter“ der Deutschen Gesellschaft zur Rettung Schiffbrüchiger
- 2001: Verdienstkreuz 1. Klasse des Verdienstordens der Bundesrepublik Deutschland[46]
- 2002: Goldene Europa für das Lebenswerk
- 2011: Deutscher Musikautorenpreis in der Kategorie Text/Liedermacher

## Buchveröffentlichungen
- Ich wollte wie Orpheus singen. Lyrik. 1967 ff.
- Peter, Kurzgeschichte in der Anthologie Freundschaften von Marie-Luise Marjan (Hrsg.), Hoffmann und Campe, Hamburg 2004, ISBN 3-455-05141-3.
- mit Bernd Schroeder: Was ich noch zu sagen hätte. Kiepenheuer & Witsch, Köln 2005, ISBN 978-3-462-03622-0.
- Von Anfang an. Songbuch mit seinen wichtigsten Liedern (1969–1985). Mit Tabulaturen, Zupftechniken für Gitarre, Noten und kompletten Texten. Voggenreiter, Bonn 2005, ISBN 978-3-8024-0049-0.
- Bunter Hund, Songbook: Sommer ’52. Der Fischer und der Boss. Wotan und Wolf. Bunter Hund. Drei Kisten Kindheit. Drei Jahre und ein Tag. Ich bin verliebt in meine Sekretärin. Danke, liebe gute Fee. Ich brauche einen Sommelier. Friedrichstraße. Große Schwester. Kai. Schraders Filmpalast. Maikäfer-Musik, Berlin 2007, ISBN 978-3-925482-26-7.
- Alle Lieder – Toutes les chansons, 13., erweiterte Auflage. Edition Reinhard Mey, Berlin 2013, ISBN 978-3-925482-28-1 (deutsch, französisch).
- Bis heute. Songbook, 73 Lieder. Voggenreiter, Bonn 2014, ISBN 978-3-8024-1000-0 (Texte und Noten).
- Ich wollte wie Orpheus singen. Lieder und Chansons. Ausgewählt und mit einem Nachwort von Oliver Kobold. Reclam, Ditzingen 2022, ISBN 978-3-15-014324-7.

## Dokumentarfilme
- „höchstpersönlich“ – Reinhard Mey. Film von Heike Vossler. Ausstrahlung 1994 in der ARD
- Deutschland, deine Künstler – Reinhard Mey. Dokumentation von Dagmar Wittmers. Ausstrahlung am 16. Juli 2008 in der ARD